# Tubulicrinis pseudoborealis
Tubulicrinis pseudoborealis är en svampart som beskrevs av Boidin & Gilles 1988. Tubulicrinis pseudoborealis ingår i släktet stiftskinn och familjen Tubulicrinaceae.   Inga underarter finns listade i Catalogue of Life.